# Johann Freudenreich

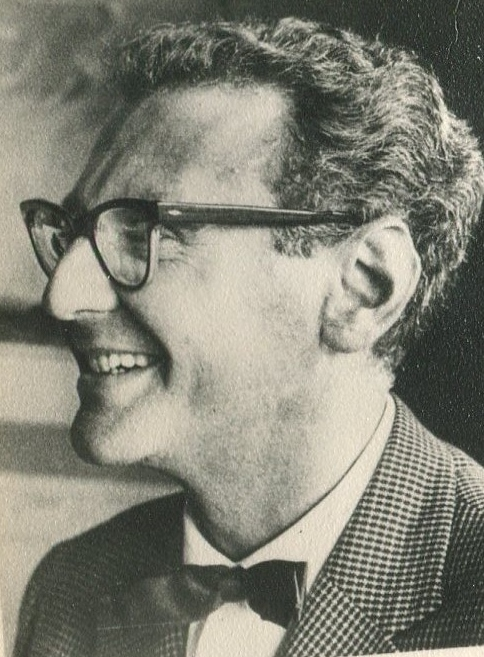
Johann Freudenreich

Johann Freudenreich (* 1. April 1923 in München; † Januar 2007 ebenda) war ein deutscher Journalist und Autor.

## Leben und Wirken
Freudenreich entstammte einer alteingesessenen jüdischen Familie. Sein Vater war Rechtsanwalt in der renommierten Kanzlei von Heinrich Frankenburger. Mutter und Kinder emigrierten 1934 nach Palästina, der Vater folgte 1938.
Nach dem Abitur arbeitete er in Palästina als Zollfahnder. Ende der 1940er Jahre nahm er an der École nationale supérieure des beaux-arts de Paris ein Studium der Malerei auf. Eine Begegnung mit Werner Friedmann, dem Chefredakteur der Süddeutschen Zeitung, der mit der Familie bereits seit den 1920ern bekannt war, bewog Freudenreich zur Rückkehr nach München.
Für die Süddeutsche war er anfangs als Gerichtskarikaturist tätig. Auf Anregung seines Ressortschefs entstanden ab 1952 erste Polizeiberichte und er blieb vier Jahrzehnte der Münchner Kriminalreporter der Zeitung. Er war Gastdozent an Polizeischulen.

## Ehrungen
- Bundesverdienstkreuz am Bande (5. Dezember 1977)[2]
- München leuchtet

## Bücher
- Bayrische Spitzbuben. Feder Verlag, München 1961.
- Der Affe und der Feuermelder. Ueberreuter, Wien 1969.
- Die neue Kriminalität. Süddeutscher Verlag, München 1973.
- Es geschah in dieser Stadt. Ludwig, München 1994.